# Plataforma de videojocs
En informàtica, una plataforma és un sistema que serveix com a base per a fer funcionar determinats mòduls de maquinari o de programari amb els quals és compatible. Aquest sistema està definit per un estàndard al voltant del qual es determina una arquitectura de maquinari i una plataforma de programari (incloent entorns d'aplicacions). En definir plataformes s'estableixen els tipus d'arquitectura, sistema operatiu, llenguatge de programació o interfície d'usuari compatibles.
En el cas de les plataformes de videojocs es refereix als diferents tipus de dispositiu en els quals s'executen els videojocs. Els quatre tipus de plataforma més populars són el PC, les videoconsoles, els dispositius portàtils i les màquines arcade o recreatives, tendències de les quals estan marcades pels fabricants.
Les videoconsoles o consoles de videojocs són aparells electrònics domèstics destinats exclusivament a reproduir videojocs. Creades per diverses empreses des dels anys 70, han generat un immens negoci de transcendència històrica en la indústria de l'entreteniment. La videoconsola per antonomàsia és un aparell de sobretaula que es connecta a un televisor per a la visualització de les seves imatges, però existeixen també models de butxaca amb pantalla inclosa, coneguts com a videoconsoles portàtils.
El PC o ordinador personal és també una plataforma de videojocs, però com la seva funció no és solament executar videojocs, no es considera com a videoconsola. El PC no entra en cap generació, ja que cada pocs mesos surten noves peces que modifiquen les seves prestacions. El PC per regla general pot ser molt més potent que qualsevol consola del mercat. Els més potents suporten maneres gràfiques amb resolucions i efectes de postprocesamiento gràfic molt superiors a qualsevol consola.
Els navegadors web també proporcionen un entorn multiplataforma per a videojocs dissenyats per a ser reproduïts en un ampli espectre de maquinari des d´ordinadors personals i tauletes fins telèfons intel·ligents. Tanmateix ha generat nous termes per qualificar classes de jocs basats en navegador web. Aquests jocs poden ser identificats sobre la base del lloc web en què apareixen, com per exemple amb els jocs de "Facebook". Altres es nomenen basats en la plataforma de programació utilitzada per a desenvolupar-los, com Java i jocs Flash.
Les màquines recreatives de videojocs estan disponibles en llocs públics de diversió, centres comercials, restaurants, bars, o salons recreatius especialitzats. En els anys 80 i 90 del segle passat van gaudir d'un alt grau de popularitat en ser llavors el tipus de plataforma més avançat tècnicament. Els progressos tecnològics en les plataformes domèstiques han suposat al començament del segle XXI una certa decadència en l'ús de les màquines arcade.
Les videoconsoles portàtils i altres aparells de butxaca compten amb la capacitat per reproduir videojocs. Entre aquests últims destaquen avui dia els telèfons mòbils (en particular els telèfons intel·ligents) que, sense ser els videojocs la seva funció primària, els han anat incorporant a mesura que s'han anat incrementant les seves prestacions tècniques. Un altre dispositiu portàtil de creixent popularitat en els últims anys són les tabletes.